# Озерце (Луцький район)
Озе́рце — село в Україні, у Луцькому районі Волинської області. Входить до складу Луцької міської громади.
Озерце налічує 360 жителів і 128 дворів. Село розташоване поблизу міста Луцька. Біля села є ліс, а також мальовниче озеро «Озерце». Деякі історики вважають, що назва села пішла саме від нього. В селі чудові умови для відпочинку в лісі, а також на березі озера.
У 2017—2020 у складі Жидичинської сільської громади.
12 червня 2020 року, згідно з розпорядженням Кабінету Міністрів України  № 708-р, село увійшло до складу Луцької міської громади.
19 липня 2020 року, в результаті адміністративно-територіальної реформи та ліквідації Ківерцівського району, село увійшло до складу Луцького району.

## Населення
Згідно з переписом УРСР 1989 року чисельність наявного населення села становила 389 осіб, з яких 168 чоловіків та 221 жінка.
За переписом населення України 2001 року в селі мешкало 416 осіб.

### Мова
Розподіл населення за рідною мовою за даними перепису 2001 року:
| Мова       | Відсоток |
| ---------- | -------- |
| українська | 98,56 %  |
| російська  | 1,20 %   |
| білоруська | 0,24 %   |

## Церква
У 1994 році було створено релігійну громаду і освячено наріжний камінь храму Покрови Пресвятої Богородиці.
12 жовтня 1996 року храм було освячено.

## Відомі мешканці
- Калуш Руслан Петрович — український військовик, учасник російсько-української війни[8].